# نارسيس
نارسيس أو نرسيس (478–574) مع بيليساريوس كانا أعظم الجنرالات في خدمة الإمبراطور البيزنطي جستنيان الأول خلال «إعادة الفتح» الذي دار في عهده. نارسيس أرمني الأصل من أسرة كامساراكان النبيلة والتي تدعي النسب لسلالة أرساشيد الملكية. قضى معظم حياته باعتباره خصياً مهماً نسبياً في قصور الأباطرة في القسطنطينية.